# سسکان اقیانوسیه
سسکان اقیانوسیه (نام علمی: Acanthizidae) نام یک تیره از زیرراسته پرنده آوازخوان است.

## سرده‌ها
- زرین‌رخ
- الیکایی سرخسی
- Acanthornis – scrubtit
- Smicrornis  – weebill
- الیکایی‌های دشتی (۳ گونه)
- Hylacola – heathwrens (2 گونه)
- Pycnoptilus  – pilotbird
- Pyrrholaemus – (2 گونه)
- Origma – (3 گونه)
- خس‌نشین گلوزرد
- Aethomyias – scrubwrens (6 گونه)
- خس‌نشین‌ها (۸ گونه)
- خوش‌نوا (۱۹ گونه، یک گونه منقرض‌شده)
- نوک‌خاری (۱۴ گونه)
- رخ‌سفیدها (۳ گونه)
  - Crateroscelis – mouse-warblers (3 گونه)